# Chaoyong (cruzador)
Chaoyong (chinês: p勇; pinyin: Chāoyǒng; Wade-Giles: Ch'ao-yung) foi um cruzador construído para a Marinha Imperial Chinesa. Ele foi construída por Charles Mitchell & Company em Newcastle Upon Tyne, Inglaterra, a partir de um projeto de Sir George Wightwick Rendel, o qual já havia sido utilizado na Marinha Chilena no navio Arturo Prat (virando mais tarde o navio Tsukushi, da Marinha Imperial Japonesa). Dois navios foram encomendados pelos chineses: Chaoyong e Yangwei. Ambos serviriam juntos ao longo de suas carreiras, designados para a Frota Beiyang, ficando baseados em Taku durante o verão e em Chemulpo, na Coreia, no inverno.
Chaoyong não entrou em combate durante a Guerra Sino-Francesa, mas na Primeira Guerra Sino-Japonesa, ele estava na linha de batalha chinesa na Batalha do Rio Yalu em 17 de setembro de 1894. Ele foi uma das primeiras vítimas da batalha, sendo incendiado e afundando após uma colisão com o cruzador chinês Jiyuan.

## Design
O projeto de Chaoyong foi anunciado por seu designer, o arquiteto naval britânico Sir George Wightwick Rendel, como um exemplo de um cruzador de baixo custo capaz de resistir a grandes navios de guerra revestidos de ferro (tipo ironclad). O projeto foi visto mais tarde como um conceito intermediário entre suas canhoneiras de ferro chato e o cruzador protegido. Em teoria, o navio contaria com seu tamanho pequeno e velocidade mais alta, junto com uma bateria principal de velocidade de focinho maior para atacar navios maiores, que são menos manobráveis.
A concepção básica de Chaoyong foi inicialmente utilizada na embarcação Arturo Prat, da Marinha do Chile, que o precedeu em construção, embora foram efetuadas várias alterações, incluindo o aumento do número de caldeiras de vapor de quatro para seis. Tanto Chaoyong quanto seu navio irmão Yangwei compartilhavam o mesmo projeto e ambos foram construídos por Charles Mitchell no Rio Tyne, perto de Newcastle Upon Tyne. Mitchell havia trabalhado ao lado de Rendel e estava na construção do Arturo Prat. Chaoyang media 67 m (220 pés) de comprimento de fora a fora, com uma boca de 9,8 m (32 pés) e um calado médio de 4,7 m (15,5 pés). Os navios foram tripulados por 140 pessoas. A diferença mais significativa entre os dois navios foi a potência de saída de seus motores alternativos: enquanto o Yangwei teve uma potência de 2.580 cavalos (1.920 kilowatts), o motor de Chaoyong forneceu 2.677 cavalos (1.996 kW). Isto significa que, enquanto Yangwei poderia alcançar uma velocidade de 16 nós (30 km/h; 18 mph), Chaoyong poderia ir mais rápido, com 16,8 nós (31.1 km/h ou 19.3 mph).
Ambos foram construídos em aço de 1,9 cm com anteparo à prova d'água de 1,1 m abaixo da linha de água, além de uma única chaminé e dois mastros, que também poderiam ser usados para velas. Suas proas foram reforçadas com um rostro. Eles tinham uma série de inovações técnicas, incluindo sistemas de direção hidráulica e luminárias elétricas incandescentes. Os principais armamentos eram os canhões retrocarregáveis Armstrong Whitworth de 257 mm (10,0 pol), sendo um na proa e um na popa, montados em escudos de armas estacionárias. Esses escudos foram adicionados por razões de proteção contra intempéries, mas restringiram o ângulo de tiro que poderia ser tomado, assim como a elevação na qual eles poderiam disparar. Chaoyong também tinha quatro canhões de 5,1 polegadas (130 mm), (dois de cada lado), duas metralhadoras de 57 mm (2,2 pol), quatro metralhadoras Gatling de 11 mm (0,43 pol), quatro canhões Hotchkiss de 37 mm (1,5 pol), duas metralhadoras Nordenfeldt de 4 canos, bem como dois tubos de torpedo. Ambos os navios estavam equipados com duas pinnaces (um tipo de barco leve, impulsionado por remo ou vela), cada uma armada com torpedos-mastro.

## Carreira
O diplomata chinês Li Hongzhang tomou conhecimento dos projetos de Rendel e, após o início da construção do Arturo Prat  uma encomenda foi feita em nome da Marinha Imperial Chinesa para dois navios do mesmo tipo. Chaoyong teve a quilha deitada em 15 de janeiro de 1880 e lançado em 4 de novembro. Ele foi posteriormente trabalhado e foi anunciado como concluída em 15 de julho, um dia depois de seu navio irmão, Yangwei. Ambos foram concluídas antes de Arturo Prat  que, no fim, iria entrar em serviço como o barco da Marinha Imperial Japonesa Tsukushi, após o Chile cancelar a ordem, por consequência do fim da Guerra do Pacífico.
Cada uma das embarcações chinesas estava equipada com tripulações chinesas, com capitães e instrutores ocidentais no lugar. Eles partiram do Rio Tyne em 9 de agosto e pararam em Plymouth Sound dois dias depois, quando o almirante Ding Ruchang se juntou a eles para assumir o comando dos navios para a viagem à China. Após a sua chegada em 20 de outubro em Hong Kong, eles visitaram Cantão (agora Guangzhou) e Xangai, antes de viajar para os Fortes de Taku. Chaoyong foi abordado por Hongzhang, e os dois cruzadores levaram o diplomata para inspecionar a dragagem do porto em Taku (agora Porto de Tianjin). Ambos os navios foram atribuídos à Frota Beiyang no norte, e Ruchang foi colocado no comando.
Em 23 de junho de 1884, Chaoyong estava presente ao lado de Yangwei, bem como a corveta Yangwu e a chalupa Kangji, quando os navios chineses encontraram seus equivalentes da Marinha Francesa. Os navios franceses ofuscaram seus equivalentes chineses e, após uma discussão entre os líderes de cada frota, os franceses fizeram uma demonstração de artilharia. Depois disso, a frota chinesa rompeu, com Yang-Wu indo para Foochow (agora Fuzhou), e os dois cruzadores voltaram para Taku. A Guerra Sino-Francesa eclodiu pouco depois, apesar que Chaoyong não tenha entrado em combate, embora houvesse especulação de que os dois cruzadores poderiam ser enviados para romper o bloqueio francês de Formosa. Ele e Yangwei foram enviados ao sul para Xangai em novembro, mas foram levados de volta para o norte depois que surgiram preocupações sobre o crescimento das influências japonesas na Coreia.

### Batalha do Rio Yalu
Após a guerra, Chaoyong e Yangwei continuaram a operar juntos. Eles operavam a partir de Taku, mas como a água congelava durante o inverno, eles passavam aquela parte do ano no porto coreano de Chemulpo (agora Incheon). Durante a Primeira Guerra Sino-Japonesa, em 1894, Chaoyong permaneceu com a frota e estava apoiando o transporte de tropas quando eles fizeram contato com uma frota japonesa na manhã de 17 de setembro.
Quando a frota japonesa se mudou, a frota chinesa afastou-se da âncora e tentou formar uma linha. No entanto, a manobra foi fracassada e Chaoyong foi um dos quatro navios que acabou ficando para trás, dos outros. Isto foi devido a uma falta de manutenção ao longo dos anos; com o equipamento desatualizado, mal conseguiam chegar a 10 nós (19 km/h; 12 mph). Ordens haviam sido dadas para os navios operarem em pares, com Chaoyong e Yangwei unidos. Este plano de batalha era estranho à premissa de seu design, inerente à falta de armadura para navios prestes a lutar na linha de batalha.
A uma distância de 2.700 m, a frota japonesa começou a atirar no Chaoyong. Em poucos minutos, eclodiram incêndios, que rapidamente engolfaram a superestrutura central com suas numerosas divisórias de madeira cobertas com grossas camadas de verniz inflamável aplicadas ao longo dos anos. Yangwei rapidamente sofreu o mesmo destino. Enquanto o Chaoyong tentava abrir caminho para uma ilha próxima para a praia, ele colidiu com o cruzador chinês Jiyuan, antes de capitular a estibordo e afundar em águas rasas nas proximidades. Alguns membros da tripulação foram resgatados por um barco torpedeiro chinês envolvido na batalha.